# ERYX

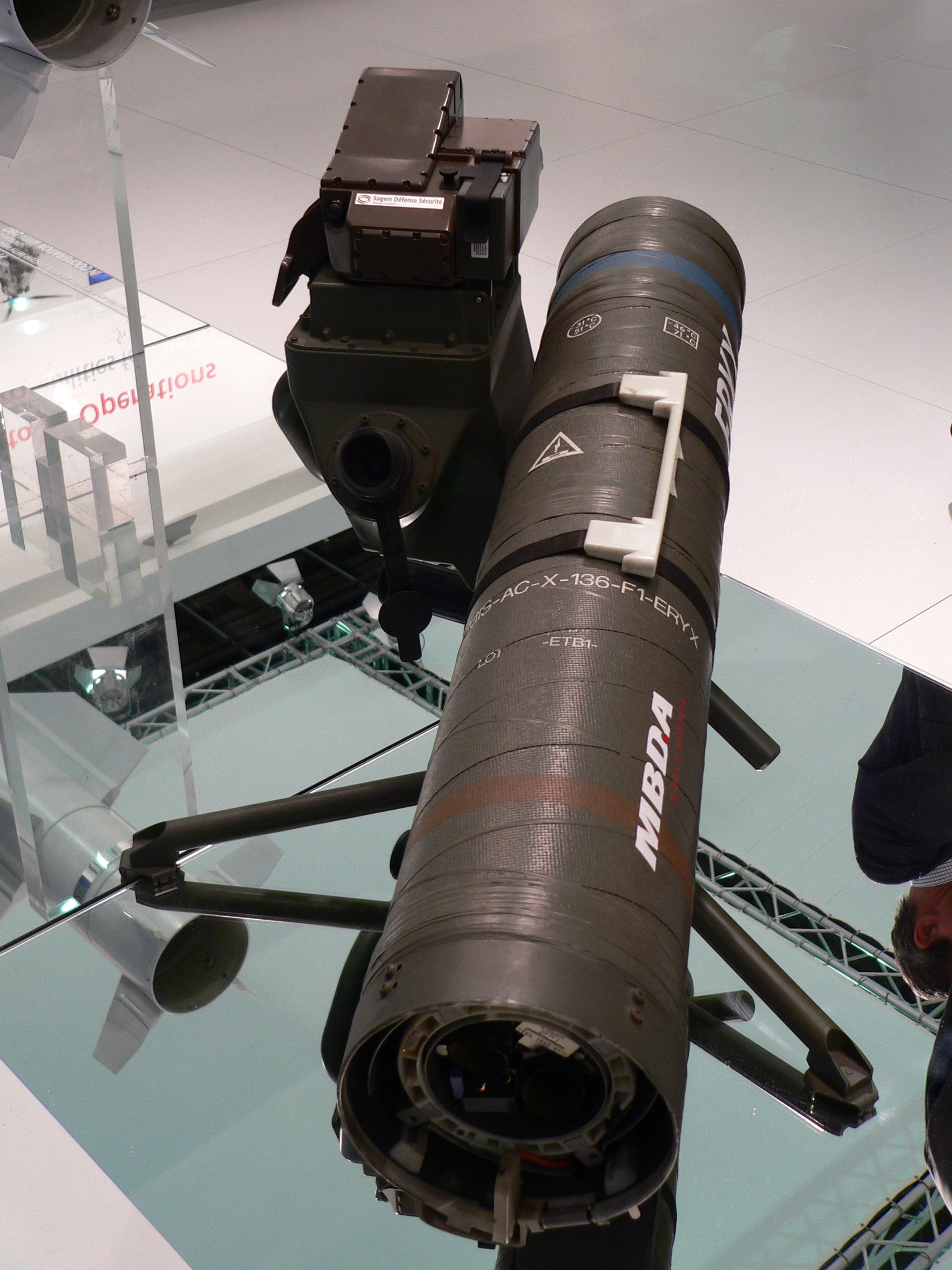
PTŘS ERYX

ERYX je protitanková řízená střela francouzského původu. Jedná se o protitankovou střelu krátkého dosahu s poloautomatickým povelovým systémem dálkového navedení po záměrné cíle (systém SACLOS) a s přenosem řídících signálů po vodiči.
Je určena především pro protitankovou obranu pěších jednotek a umožňuje použití i v omezených prostorech, což dřívější protitankové střely většinou nedovolovaly. Střela s tandemovou kumulativní hlavicí používá pomocný raketový motor k opuštění hlavně, pak teprve dojde k zážehu hlavního letového motoru umístěného v přední části střely. Trysky raketového motoru se nacházejí v těžišti střely a slouží k jejímu ovládání za letu. Řízení probíhá automatickým systémem po vodičích, střelec pouze sleduje zaměřovačem cíl. Do výzbroje byla zavedena v polovině devadesátých let 20. století a tvoří součást výzbroje například ozbrojených sil Francie, Kanady nebo Norska.

## Technická data
- Délka střely: ? mm
- Průměr těla střely: 160 mm
- Hmotnost střely: 12 kg
- Délka odpalovacího zařízení: 925 mm
- Hmotnost odpalovacího zařízení: 15,4 kg
- Účinný dostřel: minimální 50 m, maximální 600 m
- Typ bojové hlavice: tandemová kumulativní, 3,5 kg
- Průbojnost pancéřování: cca 900 mm RHA